# Fire and Water (Écoutez vos murs)
Pour l'album du groupe Free, voir Fire and Water.
Albums de Jean-Jacques Burnel
Euroman Cometh
(1979) Un jour parfait
(1988)
Fire and Water est un album de Jean-Jacques Burnel et de Dave Greenfield, tous deux membres des Stranglers, sorti en 1983. Il s'agit de la bande originale du moyen métrage de Vincent Coudanne Ecoutez vos murs sorti en 1985.

## Liste des titres
1. Libération
2. Rain and Dole and Tea
3. Vladimir and Sergei
4. Le soir
5. Trois pédophiles pour Eric Sabyr
6. Dino Rap
7. Nuclear Power (Yes Please)
8. Détective privé
9. Conséquences